# Jane Grey

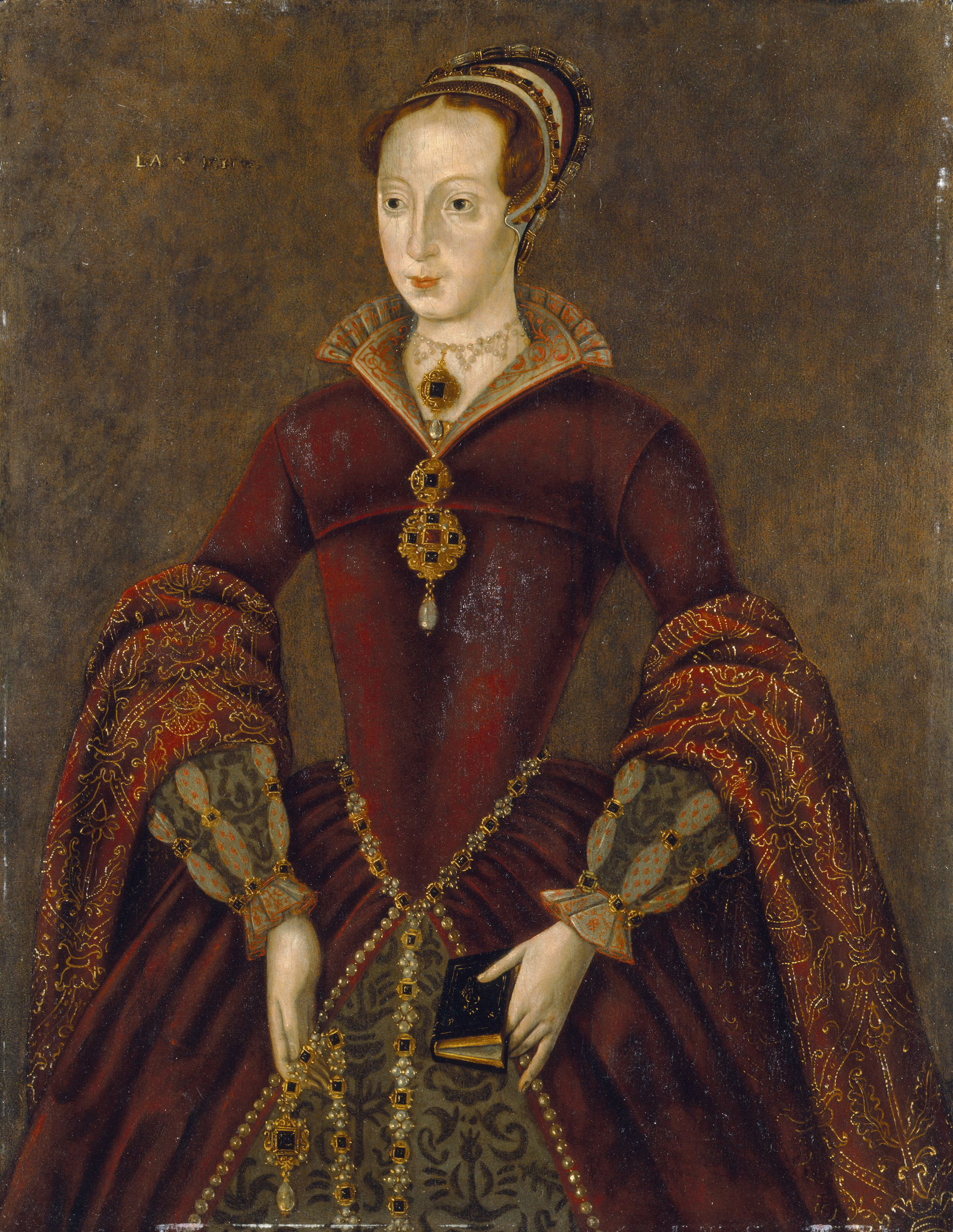
Möglicherweise Lady Jane Grey Dudley (Künstler unbekannt)

Lady Jane Grey (* 1536/1537 in Bradgate in Leicestershire (Mittelengland); † 12. Februar 1554 im Tower in London) beanspruchte als Erbin des am 6. Juli 1553 verstorbenen König Eduard VI. vom 10. bis zum 19. Juli 1553 den Titel einer Königin von England. Seither hat sie den Beinamen Neuntagekönigin oder Dreizehntagekönigin (je nach Thronfolgedatum; engl. The Nine Days’ Queen bzw. The Thirteen Days’ Queen). Sie unterlag jedoch Maria I., die von ihrem Vater König Heinrich VIII. testamentarisch als Erbin nach Eduard VI. vorgesehen war, und wurde enthauptet. Ihre Eltern waren Henry Grey, 1. Duke of Suffolk, und seine Ehefrau Frances Brandon, Tochter von Mary Tudor und Nichte von König Heinrich VIII.

## Leben

### Kindheit
Jane wurde auf dem Gebiet des heutigen Bradgate Park nahe Newtown Linford geboren. Ihr genaues Geburtsdatum ist unbekannt, nur das Jahr ist überliefert. Neuere Forschungen grenzen den Zeitraum ihrer Geburt auf die zweite Hälfte 1536 bis Juli 1537 ein. Sie war die älteste überlebende Tochter von Henry Grey, Marquess of Dorset, und seiner Frau Frances Brandon und hatte zwei jüngere Schwestern, Catherine und Mary. Ihre Großmutter mütterlicherseits war Mary Tudor, die jüngere Schwester von Heinrich VIII., deren Nachkommen in der Thronfolge direkt hinter den legitimen Kindern des Königs standen.
Mit zehn Jahren wurde Jane in den Haushalt der ehemaligen Königin Catherine Parr aufgenommen. Ein wesentlicher Grund dafür war das Versprechen von Catherine Parrs neuem Ehemann Thomas Seymour, dem Lord High Admiral, Jane mit seinem Neffen, dem jungen König Eduard VI., zu verheiraten. Ihr Vater Henry Grey sagte später aus, dass Thomas Seymour ihm einen Boten gesandt habe, der ihm ausrichtete, „wenn ich zustimmen würde, will er mir zusichern, dass der Admiral Möglichkeiten finden würde, für sie eine Ehe zu schließen, die mir wohl gefallen würde.“ Auf Greys Frage, mit welchem Kandidaten Seymour Jane verheiraten wollte, antwortete der Bote: „Mit dem König.“ Damals war es nicht unüblich, Kinder von edler Abkunft in adligen Haushalten erziehen zu lassen, und ein solches Heiratsversprechen mit Aussicht auf die Krone überzeugte schließlich auch Frances Brandon und Henry Grey.
Jane lebte nun gemeinsam mit ihrer Verwandten Elisabeth Tudor in Catherine Parrs Haushalt und erhielt dort für eine Frau ihrer Zeit eine ausgezeichnete Erziehung, die später durch ihre Eltern fortgesetzt wurde. Das Heim der ehemaligen Königin war ein Treffpunkt für den protestantischen Adel, und sie selbst war eng befreundet mit Katherine Willoughby, der verwitweten letzten Ehefrau von Janes Großvater Charles Brandon und Patronin der Reformation. Über Janes Beziehung zu der um drei Jahre älteren Elizabeth ist nicht viel überliefert, allerdings wurde Jane sowohl von John Foxe als auch von Roger Ascham für die intelligentere der beiden gehalten.
Als Catherine Parr nur ein Jahr später an Kindbettfieber starb, endete Janes Zeit in deren Haushalt. Sie nahm bei dem Begräbniszeremoniell die Hauptrolle ein, die des chief mourners. Es war das erste königliche Begräbnis nach protestantischem Ritus. Thomas Seymour, dessen Stern bereits im Sinken begriffen war, versuchte Frances Brandon und Henry Grey zu überzeugen, ihm weiterhin ihre Tochter zur Erziehung zu überlassen. Die beiden weigerten sich mit der Begründung, dass ein junges Mädchen auf keinen Fall in einem Haushalt bleiben könne, dem keine Frau vorstand. Möglicherweise spielte auch Thomas Seymours schlechter Ruf eine Rolle. Nur wenige Monate zuvor hatte er Elisabeth so offensichtlich nachgestellt, dass Catherine Parr gezwungen gewesen war, das junge Mädchen aus ihrem Haushalt zu entfernen. Frances Brandon und Henry Grey hatten daher, von allen politischen Unwägbarkeiten abgesehen, allen Grund, ihre Tochter zurück nach Hause zu holen, statt sie der Obhut eines solchen skandalbehafteten Mannes zu überlassen. Für eine kurze Weile setzte Seymour seinen Willen durch und sicherte sich erneut Janes Vormundschaft, allerdings wurde er wenig später wegen Verrats hingerichtet. Jane kehrte zurück ins Haus ihrer Eltern.

#### Verhältnis zu ihren Eltern
Die Romantisierung Janes im viktorianischen Zeitalter als unschuldige Kindsbraut und Königin wider Willen brachte als Nebeneffekt die Dämonisierung ihrer Eltern mit sich. Gerade Frances wurde als grausame Rabenmutter dargestellt, die Jane misshandelte und sie in eine verhasste Ehe zwang, um sie auf den Thron zu hieven. Als Beweis für die Schlechtigkeit von Janes Eltern wird meistens das Gespräch zwischen dem Humanisten Roger Ascham und Jane Grey herangezogen, in dem Jane ihm erzählt:

„In der Gegenwart meines Vaters oder meiner Mutter […] ob ich nun spreche oder schweige, sitze, stehe oder gehe, esse, trinke, traurig oder fröhlich bin, nähe, spiele, tanze oder irgendetwas anderes tue, muss ich es stets so angemessen und vollkommen tun wie Gott die Welt erschuf, denn andernfalls werde ich so scharf gescholten, so grausam bedroht, manchmal auch gekniffen, gestoßen oder geknufft […] dass ich glaube, mich in der Hölle zu befinden.“

Allerdings verlief in der damaligen Zeit Kindererziehung wesentlich anders als heutzutage. Schläge waren ein gesellschaftlich völlig akzeptiertes Mittel der Züchtigung, solange es ein gewisses Maß nicht überschritt. In dieser Hinsicht hielten sich die Eltern der Tudorzeit an das Bibelzitat: „Wer mit der Rute spart, verdirbt sein Kind.“ Jane wurde nicht anders erzogen oder gezüchtigt als andere Kinder ihrer Generation. Selbst der von ihr für seine Freundlichkeit in den höchsten Tönen gelobte Tutor John Aylmer stimmte mit ihren Eltern überein, dass Jane Disziplin erlernen musste, um ihr Temperament zu zügeln.
Jane mochte es ablehnen, in der Öffentlichkeit perfekte Manieren zeigen zu müssen, doch ihre Eltern hatten bereits erkannt, dass Jane zur Elite der neuen gebildeten, protestantischen Generation gehören würde, und taten ihr Möglichstes, ihre Tochter auf diese Rolle vorzubereiten. Die Aufzeichnung dieses Gesprächs fand zudem Jahre später statt, als es Ascham in erster Linie darum ging, zu erklären, dass Freundlichkeit des Lehrers entscheidend war für die Leistungen des Schülers. Ein Brief Aschams kurz nach dem Besuch bei Jane Grey ist voll des Lobes für sie und für ihre Eltern.
Hinzu kam, dass Jane alles andere als ein fügsames Kind war. Im Haus Catherine Parrs hatte sie mehr Freiheiten genossen als im Haushalt ihrer Eltern und war für ihre Gelehrigkeit und ihre Auffassungsgabe bewundert worden. Es hatte ihr ein neues Selbstwertgefühl gegeben und damit fiel es ihr schwer, sich wieder in die Rolle der gehorsamen Tochter zu finden. Gehorsam und Disziplin waren allerdings Tugenden, die in der Tudorzeit für ein junges Mädchen als unbedingt nötig erachtet wurden, insbesondere für eine Angehörige der königlichen Familie. Somit waren Kämpfe zwischen Eltern und Tochter vorhersehbar, insbesondere da Jane sich ihrem rebellischen Alter näherte.
Beide Eltern waren begeistert von den Fortschritten, die ihre Tochter machte und die bereits die Aufmerksamkeit ausländischer Gelehrter auf sich gelenkt hatten. Der Kaplan der Familie, James Haddon, erzählte dem Italiener Michelangelo Florio, dass Jane ihre Gläubigkeit von ihren Eltern geerbt hatte und ihrer Mutter sehr nahestand. Auch später, als Jane bereits bei den Eltern ihres Mannes Guildford Dudley lebte, stahl sie sich trotz des Verbots ihrer dominanten Schwiegermutter aus dem Haus, um Trost bei ihrer Mutter zu suchen.

#### Janes Lehrer und Vorbilder
Von seinem Besuch in Janes Elternhaus 1550 berichtete Roger Ascham, dass er sie Platon im griechischen Original lesend vorfand. Ascham lobte in seinen Briefen ihre Beherrschung der griechischen Sprache; zusätzlich soll sie auch Französisch, Italienisch sowie Latein und Hebräisch beherrscht haben. Als Roger Ascham sie lesend fand, während ihre Familie im Park jagte, fragte er sie: „Wie, Madam, ist Euch solcher Zeitvertreib lieber, als in den Park zu gehen?“ Jane erwiderte: „Ich denke, all ihr Vergnügen ist lediglich ein Schatten zu dem Vergnügen, das ich in Platon finde. Ach, die lieben Menschen, sie haben niemals gespürt, was Vergnügen tatsächlich ist.“ Diese Einschätzung ihrer Eltern war allerdings nicht gerechtfertigt. Insbesondere ihr Vater war bekannt für seinen Wissensdurst und sein Interesse an Literatur und Sprachen. Genau wie Jane war er an Bildung und der protestantischen Religion interessiert und zeitgenössischen Berichten zufolge war Jane seine Lieblingstochter. Er hatte die Ausbildung John Aylmers, des späteren Bischofs von London, entscheidend gefördert und ihn als Lehrer für seine Tochter eingestellt.

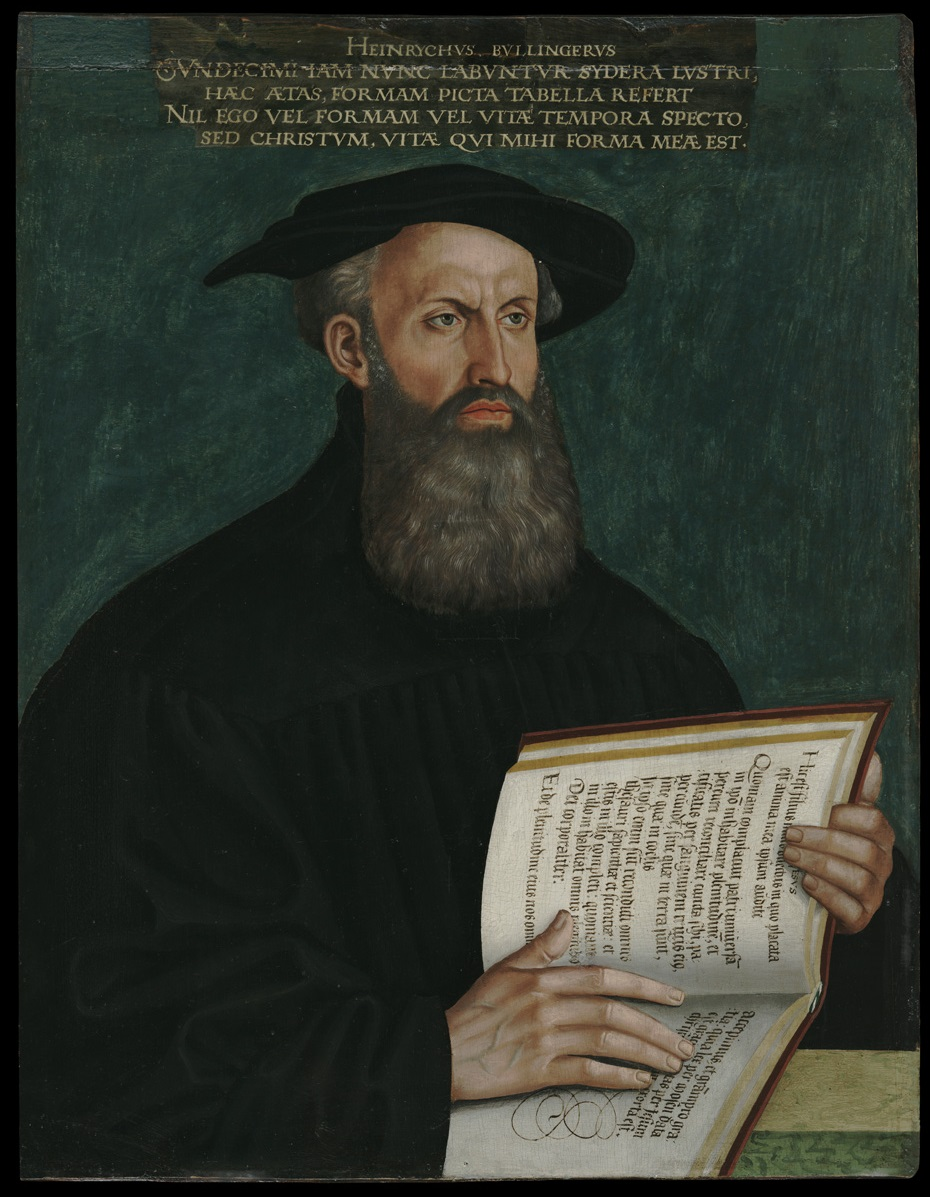
Heinrich Bullinger, Korrespondent Jane Greys

Bereits als Fünfzehnjährige korrespondierte Jane mit dem Reformator Heinrich Bullinger in Zürich. Dessen Schüler Johann Ulmer besuchte Jane im Frühjahr 1550 und Mai bis Juli 1551 und schrieb anschließend seinen Schweizer Freunden Briefe voller Bewunderung über ihren hohen Bildungsgrad. Durch den Kontakt mit Bullinger schien Janes Verhalten im Laufe der Zeit deutlich bescheidener zu werden, denn ihr Vater schrieb ihm 1551, nur ein Jahr nach Janes vernichtendem Urteil:

„Ich gebe zu, Euch im Namen meiner Tochter äußerst verbunden zu sein dafür, dass Ihr sie stets in Euren guten Briefen angeregt habt zu einem wahren Glauben an Christus, dem Studium der heiligen Schrift, der Reinheit ihres Verhaltens und der Unschuld bezüglich des Lebens. Ich ersuche Euch dringend, diese Anregungen so oft wie möglich fortzusetzen.“

Haddon, der Kaplan der Familie, unterstrich diese Aussage mit seinem eigenen Brief an Bullinger nur wenige Tage später: „Eure Anregungen ermutigen sie und gleichzeitig misst sie ihnen angemessenes Gewicht zu, entweder weil sie von einem Fremden kommen oder von solch einer bedeutenden Persönlichkeit.“

### Jane und der Katholizismus
Ein Thema, bei dem Janes Temperament besonders heftig zutage trat, war Religion. Ihre Eltern waren Protestanten und mit protestantischen Vorreitern wie Katherine Willoughby, Frances’ junger Stiefmutter, befreundet. Im Haushalt Catherine Parrs war Jane stark protestantisch beeinflusst worden und ihr Schulmeister John Aylmer ließ keine Gelegenheit aus, die Korruption und Eitelkeit des katholischen Glaubens zu geißeln. Zudem behauptete ein elisabethanischer Jesuit, dass die wegen Ketzerei verurteilte Protestantin Anne Askew Kontakt zu Frances und den Greys gehabt hatte, möglicherweise über Katherine Willoughby.
In diesem protestantisch geprägten Umfeld entwickelte Jane einen sehr starken Glauben und eine unbeirrbare religiöse Überzeugung. Nach dem Tod ihrer jungen Onkel Henry und Charles, ungefähr so alt wie sie selbst, war Jane die große Hoffnung für Protestanten ihrer Generation. Ihre junge Stiefgroßmutter Katherine Willoughby hatte sich nach dem Tod ihrer Söhne für lange Zeit aus dem öffentlichen Leben zurückgezogen und Jane wurde allmählich als eine der führenden protestantischen Damen in England betrachtet. Michelangelo Florio, der in London einer Kirche für religiöse Exilanten als Pastor diente, betrachtete Jane Grey als Patronin der neuen Religion und sie stand in regem Briefwechsel mit führenden Protestanten Europas.

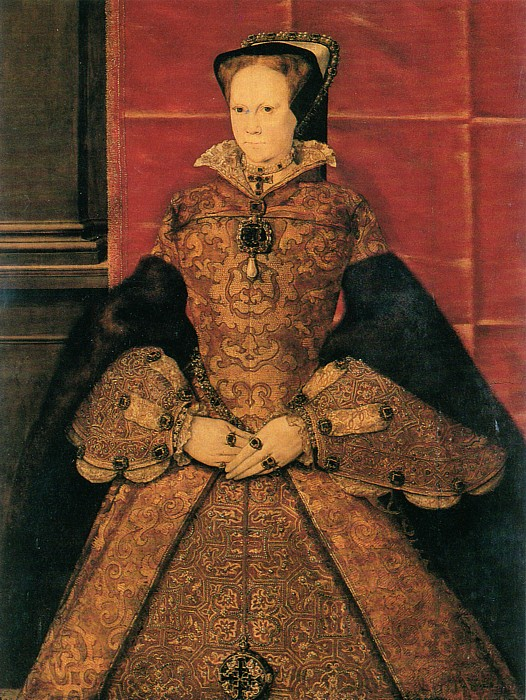
Maria Tudor, katholische Cousine von Janes Mutter

Ihre scharfe Zunge, gepaart mit einem starken Selbstbewusstsein, brachte Jane sehr schnell in Konflikt mit der katholischen Cousine ihrer Mutter, Prinzessin Maria Tudor. Da Janes Mutter trotz unterschiedlicher religiöser Überzeugungen nach wie vor eng mit Maria befreundet war, verbrachten sie und ihre Töchter oft einige Tage bei der Thronerbin. Eines Tages, als Jane in Marias Haus Beaulieu zu Besuch war, beobachtete sie, wie Lady Anne Wharton in der Kapelle der Prinzessin vor einer geweihten Hostie – für Katholiken der Leib Christi – einen Kniefall machte. Für Jane hingegen war es die Götzenverehrung eines gewöhnlichen Stück Brotes, was sie zu der spitzen Bemerkung veranlasste, ob Prinzessin Maria anwesend sei oder was der Knicks zu bedeuten habe. Als Lady Wharton entgegnete, dass sie „vor Ihm, der uns alle erschuf“, geknickst hätte, kommentierte Jane spöttisch, dass das Brot wohl kaum Gott sein konnte, „da es selbst vom Bäcker geschaffen wurde.“ Für Maria, die genauso leidenschaftlich katholisch war wie Jane protestantisch, stellten diese Worte einen Affront dar.
Ein anderes Mal zeigte Jane sich hochmütig, als Prinzessin Maria ihr ein Weihnachtsgeschenk zukommen ließ. Es bestand aus einem prächtigen Kleid aus Samt und Goldbrokat, das Maria ihrer jungen Verwandten über eine Dienerin schickte. Doch als Jane das Kleid sah, fragte sie die Dienerin schroff: „Was soll ich damit?“ Verwirrt entgegnete ihr Gegenüber, dass sie es natürlich tragen sollte. „Nein“, erklärte Jane energisch, „es wäre eine Schande, Lady Maria gegen Gottes Wort zu folgen und Lady Elisabeth zu verlassen, die Gottes Wort folgt.“ In Sachen Kleidung hatte Jane sich ein Beispiel an dem sehr schlichten Stil ihrer Verwandten Elisabeth genommen und verachtete Marias Vorliebe für schöne Kleider, die für sie untrennbar mit dem katholischen Glauben verknüpft waren. Ähnlich wie für ihren Verwandten Eduard waren für Jane die Fronten klar definiert – der verdorbene Katholizismus musste in allen Formen bekämpft werden. Diese glühende Überzeugung ließ sie später entgegen besserem Wissen Marias Krone annehmen, um, wie sie fest überzeugt war, ihr Land vor einem Rückfall an Rom zu bewahren.
Umso entrüsteter war sie später, als sie während ihrer Haft im Tower erfuhr, dass ein ehemaliger Lehrer, Dr. Thomas Harding, zum Katholizismus zurückgekehrt war. Für Jane stellte die katholische Messe, in der das Brot zum Leib Christi wurde, einen barbarischen Akt des Kannibalismus dar. In einem zornigen Brief an Harding schrieb sie:

„Ich kann mich über Euch nur wundern und Euren Fall beklagen. Einst wart Ihr ein lebhafter Gefährte Christi, doch nun der deformierte Diener des Teufels, einst der schöne Tempel Gottes, doch nun die stinkende und schmutzige Hütte Satans; einst der reine Gatte Christi, doch nun der schamlose Buhler des Antichristen; einst mein treuer Bruder, doch nun ein Fremder und Abtrünniger; einst ein wackerer christlicher Streiter, doch nun ein feiger Ausreißer. Wie konntet Ihr den wahren Gott zurückweisen und die Erfindung der Menschen verehren, das goldene Kalb, die Hure von Babylon, die römische Religion, das verabscheuungswürdige Götzenbild, die bösartige Messe? Werdet Ihr nun wieder den kostbaren Leib unseres Erretters Jesus Christus mit Euren körperlichen und fleischlichen Zähnen quälen, zerreißen und zerfleischen?“

Für Konformismus hatte sie ebenfalls kein Verständnis, denn in ihren Augen war es „die Einigkeit von Satan und seinen Gefährten. Diebe, Mörder und Verschwörer haben Einigkeit. Christus kam, um einen gegen den anderen aufzustacheln. Kehrt zurück, kehrt zurück in den Krieg Christi!“

### Heirat mit Guildford Dudley

#### Ein fragwürdiges Angebot
Eine Zeit lang überlegten Frances Brandon und Henry Grey, ihre Tochter mit dem Sohn Edward Seymours zu verheiraten. Thomas Seymours älterer Bruder war Lordprotektor des jungen Königs Eduard VI. und eine Verbindung der beiden Familien wäre durchaus von Vorteil gewesen. Allerdings kam die Ehe zwischen Jane Grey und dem jungen Edward nicht zustande. Stattdessen sollte später Janes jüngere Schwester Catherine Grey ihn heimlich heiraten. Eine neue Partie für Jane tauchte auf, als John Dudley, 1. Duke of Northumberland, Edward Seymour stürzte und die Regentschaft für den König übernahm.

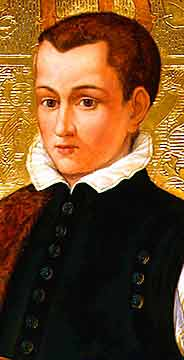
Guildford Dudley, Kopie nach einem fälschlich identifizierten Porträt

Laut William Cecil stammte die Idee einer Ehe zwischen Jane Grey und John Dudleys Sohn Guildford von Elizabeth Brooke, der zweiten Ehefrau von William Parr, die laut dem katholischen Gesetz in Bigamie mit ihrem Ehemann lebte, da seine erste Ehefrau noch am Leben war. Auch die erste Ehe von Catherine Grey, Janes jüngerer Schwester, mit Henry Pembroke entsprang angeblich aus diesen Überlegungen. Mit der passenden Verheiratung der königlichen Greyschwestern konnte der protestantische Adel ein Bündnis gegen Maria schmieden.
Obwohl Northumberland einer der mächtigsten Männer Englands war, wurde sein Angebot von vielen mit Skepsis betrachtet. Frances hatte kein Interesse daran, ihre Tochter zu jung zu verheiraten, und sie sollte bis an ihr Lebensende erklären, dass sie sich gegen die Verbindung ihrer Tochter mit Guildford gewehrt hatte. Auch Henry Grey gefiel der Gedanke nicht, über seine Tochter den Dudleys die Krone zuzuspielen, erst recht nicht, als sich herausstellte, dass Frances von der Thronfolge ausgeschlossen sein würde. Hinzu kam auch ein starkes Standesbewusstsein. Jane war die älteste Tochter und somit als Haupterbin ihrer Eltern von königlichem Blut eine gute Partie auf dem Heiratsmarkt. Guildford hingegen war der vierte Sohn, im Grunde ein Niemand, insbesondere da Jane lange Zeit als potentielle Ehefrau für den König gehandelt worden war.
Was Northumberlands Angebot obendrein verdächtig machte, war die Tatsache, dass er im Jahr zuvor bereits versucht hatte, Guildford mit Janes Cousine Margaret Clifford zu verheiraten, der einzigen Tochter und Erbin von Frances’ Schwester Eleanor Brandon. Auch hier hatte Northumberland seine Beziehung zum König ausgespielt, um Margaret Cliffords widerwilligen Vater zu überreden. Diese königliche Braut war der Ehe mit Guildford jedoch entronnen. Stattdessen setzte Northumberland nun alles daran, sie mit seinem Bruder zu verheiraten. Sein erneuter Versuch, sich über Guildford mit der königlichen Familie zu verschwägern, sorgte insbesondere bei der Bevölkerung für Misstrauen, das später in offenen Hass umschlug.

#### Lady Jane Dudley
Wie zuvor Margaret Cliffords Vater wurden nun Frances und Henry Grey über einen längeren Zeitraum hinweg von Northumberland überredet und bedroht, der Ehe zuzustimmen. Immerhin war er nach wie vor Lordprotektor und hatte, wie er behauptete, den König auf seiner Seite. Nachdem er lange genug Druck auf die Greys ausgeübt hatte, gaben sie schließlich nach. Jane war vermutlich nicht sonderlich glücklich über diese Entwicklung. Commendone schreibt: „Die erstgeborene Tochter des Herzogs von Suffolk, Jane genannt, der die Ehe sehr missfiel, unterwarf sich schließlich aufgrund der Beharrlichkeit ihrer Mutter und der Drohungen ihres Vaters.“
Allerdings gibt es keine historischen Beweise für die Behauptung, Jane wäre von ihren Eltern misshandelt worden, um sie in die Ehe zu zwingen. Sie stammt angeblich aus einem Traktat des Venezianers Badoaro, das von Janes viktorianischer Biographin Agnes Strickland zitiert wurde. Hier unterwarf Jane sich nicht „der Beharrlichkeit ihrer Mutter und den Drohungen ihres Vaters“, sondern den „Flüchen ihrer Mutter und den Schlägen ihres Vaters“. Die moderne Forschung gibt allerdings an, dass Stricklands Zitat nicht aus Badoaros Werk stammt, sondern aus einer anonymen, verstümmelten Schwarzkopie des Werkes Historia delle cose occorse nel regno d'Inghilterra von Raviglio Rosso. Janes angebliche Misshandlung, um sie in eine ungewollte Ehe zu pressen, kann daher nicht als historisch belegter Fakt behandelt werden. Aus den historisch überlieferten Quellen kann lediglich geschlossen werden, dass ihre Eltern den Druck, den Northumberland auf sie ausübte, an ihre Tochter weitergaben. Am 21. Mai 1553 fand in Durham House die Hochzeit der beiden statt.
Von Anfang an bestanden Spannungen zwischen Jane und ihrer neuen Schwiegermutter, der Herzogin von Northumberland. Um den 28. Mai herum erfuhr Jane laut dem päpstlichen Gesandten Giovanni Francesco Commendone von Northumberland selbst, dass ihre Mutter aus der Erbfolge ausgeschlossen und sie selbst, Jane, nun Eduards Erbin war. Erschrocken von dieser Änderung der Thronfolge bat Jane um Erlaubnis, ihre Mutter zu sehen. Als die Herzogin es ihr untersagte, schlich sich Jane kurzerhand aus dem Haus und besuchte ihre Eltern. Eine wütende Nachricht der Herzogin machte den Greys allerdings klar, dass Jane nicht bei ihnen bleiben konnte, ohne einen Skandal hervorzurufen. Von ihrem Ehemann offiziell getrennt zu leben, hätte nach den strengen Moralvorstellungen der damaligen Zeit eine Schande für beide Familien bedeutet.
Schließlich wurden Jane und Guildford nach Chelsea gebracht, in das frühere Haus Catherine Parrs. Nur kurze Zeit später erlitten Jane und ihr junger Ehemann eine heftige Lebensmittelvergiftung. Obwohl offiziell der Koch einen Fehler gemacht hatte, verdächtigte Jane bis an ihr Lebensende ihre Schwiegermutter, der in dieser Zeit sehr daran gelegen war, ihre temperamentvolle Schwiegertochter im Haus zu behalten. Nur so war gewährleistet, dass sie an Ort und Stelle war, wenn sie als Eduards Erbin zur Königin proklamiert wurde. Ob die Herzogin sie tatsächlich vergiftete, kann nicht eindeutig nachgewiesen werden.

### Königin Jane

#### Die geänderte Thronfolge
Unter dem Einfluss seiner Ratgeber versuchte Eduard VI., seine älteste Schwester Maria von der Thronfolge auszuschließen, obwohl Heinrich VIII. sie testamentarisch dazu bestimmt hatte. Er berief sich einerseits darauf, dass sein Vater die Ehe mit Marias Mutter Katharina von Aragón für ungültig erklärt hatte, weshalb Maria in England lange Zeit als unehelich und daher nicht erbberechtigt galt. Zum anderen gehörte Maria wie ihre Mutter der katholischen Kirche an. Eduard VI. und seine Ratgeber dagegen wollten die Reformation in England erhalten und bevorzugten daher eine protestantische Thronfolge. Auf dem Sterbelager bestimmte er daher seine 16-jährige Verwandte Jane Grey zu seiner Erbin. Dies stand im klaren Widerspruch zum Sukzessionsakt von 1543, in dem sein Vater die Thronerbfolge festgelegt hatte. Eduards letzter Wille wurde allerdings dadurch anfechtbar, dass er zu dieser Zeit noch minderjährig war und streng genommen keine Änderung der Thronfolge hätte vornehmen dürfen.

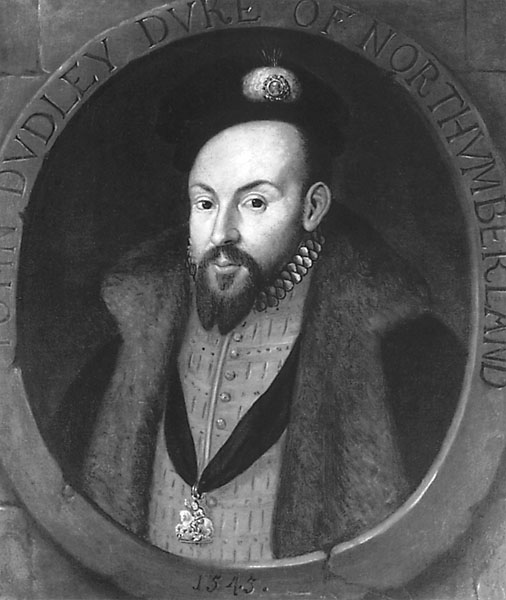
John Dudley, Herzog von Northumberland und Schwiegervater Jane Greys

Als Eduard VI. am 6. Juli 1553 starb, übernahm Dudley als Lordprotektor die Regierungsgeschäfte und hielt zunächst den Tod des Königs geheim. Bereits einen Tag zuvor hatte er versucht, Maria Tudor zu verhaften. Diese wurde von Henry FitzAlan, dem Earl of Arundel, gewarnt und konnte deswegen rechtzeitig nach Norfolk zu den katholischen Howards flüchten. Ihre Schwester Elisabeth hingegen behauptete, krank zu sein, und blieb London fern. Am 8. Juli wurde Jane von den Adligen des Reiches besucht, um ihr den Treueschwur als Königin zu leisten. Jane, fassungslos, dass sie Eduards Erbin war, wurde von ihrer Mutter versichert, dass das Testament des Königs sie als rechtmäßige Erbin bestimmte. Sie hatte nun etwas Zeit, sich auf ihre offizielle Proklamation zur Königin vorzubereiten. Am 9. Juli verkündete Northumberland offiziell den Tod des Königs und verlas Eduards letzten Willen, der Jane zur rechtmäßigen Nachfolgerin machte. Als die Adligen vor ihr knieten und ihr die Treue schworen, sank Jane zu Boden und brach in Tränen aus.
In der romantischen Überlieferung wird diese Szene stets dahingehend interpretiert, dass Jane in ihrer Unschuld die Krone schluchzend von sich wies. Dagegen spricht, dass Jane schon seit einigen Tagen von der geänderten Thronfolge wusste. Eduards eigener Tutor nannte sie die intelligentere der beiden Jugendlichen. Einige Historiker gehen daher davon aus, dass es sich keinesfalls um einen spontanen Akt, sondern eine offizielle Demonstration handelte. Jane hatte die Krone nicht gesucht, sie war ihr angetragen worden. Diesen Punkt hatte sie nun eindeutig klargemacht. Agnes Strickland sah in Janes Zusammenbrechen eine Nachwirkung ihrer Lebensmittelvergiftung. Janes eigene Worte bewiesen, dass sie durchaus bereit war, die Bürde zu übernehmen, solange ihr Anspruch auf den Thron tatsächlich gerechtfertigt war:

„Ich war betäubt von diesen Worten, und wie die anwesenden Herren bezeugen können, fiel ich zu Boden, den Tod des edlen Prinzen beweinend, und beteuerte meine Unfähigkeit und meine Betroffenheit, wobei ich Gott bat, so es denn tatsächlich rechtens war, dass Er mir Gnade und Kraft geben möge, dass ich zu Seinem Ruhm regieren und dem Königreich dienen möge.“

Nach dem anschließenden Bankett wurde die Proklamation verlesen, die Jane zur Königin erklärte. Wiederum wurde die Illegitimität Marias und Elisabeths hervorgehoben sowie die Gefahr, dass sie England zurück unter römische Herrschaft bringen oder Ausländer heiraten würden. Auch in der Kirche von Paul’s Cross waren Maria und Elisabeth im morgendlichen Gottesdienst zum ersten Mal offiziell als Bastarde und Jane als rechtmäßige Thronfolgerin erklärt worden. Doch hier zeichnete sich bereits der Unwillen der Bevölkerung ab, deren Reaktion als „zutiefst verärgert“ bezeichnet wurde. Am 10. Juli 1553 zog Jane Grey in den Tower of London ein, wie es sich für den englischen Monarchen gehörte.
Häufig wird in diesem Zusammenhang der „Augenzeugenbericht“ von Baptista Spinola zitiert, der allerdings laut der Autorin Leanda de Lisle pikanterweise erst 1909 auftauchte. Alle Autoren, die sich darauf berufen, zitieren nur Richard Davey, der selbst keine Quelle für diese Informationen angibt. Daher sind seine Beschreibungen de Lisles Meinung nach mit Vorsicht zu behandeln. Auch Janes viktorianische Biografin Agnes Strickland erwähnt in ihrem Buch Lives of the Tudor princesses including Lady Jane Gray and her sisters (erschienen 1868) weder Spinolas Namen noch seinen Bericht, sondern berichtet lediglich, dass Guildford Dudley neben seiner königlichen Gattin ging, den Hut in seiner Hand, wie es dem Protokoll entsprach, und dass er sich „bis zum Boden verneigte, wann immer sie sprach“. Frances Brandon trug die Schleppe ihrer Tochter. Eine Krönung fand nicht statt, zum einen, da es einiger Vorbereitung bedurfte, und zum anderen, weil Maria sich gleichzeitig zur Königin proklamierte. Innerhalb weniger Stunden nach ihrer Ernennung zur Königin sah sich Jane Grey einer Gegenkönigin gegenüber.

#### Kampf um den Thron
Marias Situation war, wie selbst der ihr wohlgesinnte spanische Botschafter befand, geradezu aussichtslos. Alle Trümpfe schienen sich in Janes Hand zu befinden. Sie hatte den Tower von London unter ihrer Kontrolle, das Parlament war auf ihrer Seite und sie hatte eine Armee unter sich. Doch im Gegensatz zu Jane war Maria beim Volk beliebt und bekannt. Als die Proklamation verlesen wurde, rief ein sechzehnjähriger Junge, Gilbert Potter, dass Maria die rechtmäßige Königin war. Janes Anhänger griffen sofort hart durch, ließen ihn verhaften und in Cheapside an den Ohren an den Pranger nageln, bevor sie sie ihm abschnitten. Es war kein guter Beginn für Janes Herrschaft. Ein großer Nachteil für Jane war auch der allgemeine Hass, der Northumberland entgegenschlug. Maria sammelte ihre Anhängerschaft und wurde am 10. Juli 1553 in Norfolk zur Königin ausgerufen. Ein Brief von ihr, der sie zur Königin proklamierte, sorgte für derartige Bestürzung im Tower, dass die Mütter des jungen Paares in Tränen ausbrachen.

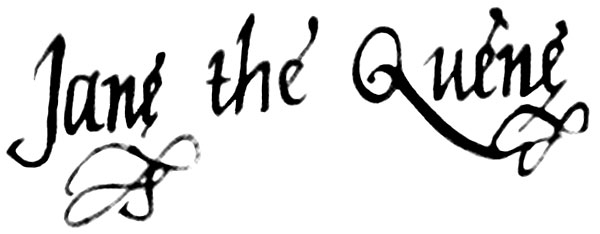
Janes Unterschrift „Jane the Quene“ – Jane die Königin

Angesichts der Proklamation Marias stellte Jane eine Armee auf, entschlossen, der Gefahr des Katholizismus, den Maria für sie darstellte, die Stirn zu bieten. Die Briefe, die Northumberland für sie verfasste, befahlen den Streitkräften, „nicht nur unseren rechtmäßigen Titel zu verteidigen, sondern uns auch unterstützen in der Störung, dem Zurückschlagen und dem Widerstehen des geheuchelten und unrechtmäßigen Anspruchs der Lady Maria, Bastardtochter unseres Großonkels Heinrich VIII.“ Dass Jane die Dokumente mit „Jane the Quene“ (dt. Jane die Königin) unterzeichnete, stempelte sie in den Augen von Marias Anhängern zur Usurpatorin und Hochverräterin.
Zu dem offenen Unmut des Volkes und der Unterstützung, die Maria erfuhr, gesellten sich nun auch Streitigkeiten zwischen den Dudleys und den Greys. Der Marquess von Winchester, der sich später als treuer Anhänger Marias herausstellte, forcierte die Streitigkeiten, indem er Jane eine Auswahl der Kronjuwelen vorlegte und ihr erklärte, sie sollte die Krone für ihre Krönung in zwei Wochen anprobieren. Auch würde eine Krone für ihren Ehemann gefertigt, damit er zusammen mit ihr gekrönt werden konnte. Jane jedoch weigerte sich, ihrem Ehemann den Rang des Königs zu verleihen, was für einen heftigen Streit zwischen ihr, ihrem Ehemann und ihrer Schwiegermutter sorgte. Allerdings bot sie ihm den Titel eines Herzogs an. In dieser Zeit machten ihr zudem gesundheitliche Beschwerden zu schaffen, die sie erneut auf eine Vergiftung durch die Dudleys zurückführte. „Zweimal wurde ich vergiftet“, schrieb sie später an Königin Maria, „einmal im Hause meiner Schwiegermutter und hinterher im Tower. So stark war das Gift, dass sich die ganze Haut von meinem Rücken ablöste.“
Zusätzlich schürte der spanische Botschafter Renard das Misstrauen gegen Northumberland, indem er zwei von Janes Anhängern, Lord Cobham und Sir John Mason, hinter vorgehaltener Hand erzählte, dass Marias Vetter, Kaiser Karl V., pikante Informationen erhalten hätte. Angeblich hätte Northumberland sich heimlich mit dem französischen König Heinrich II. verbündet, um dessen Schwiegertochter Maria Stuart auf den englischen Thron zu setzen. Das Intrigenspiel, zusammen mit Marias stetig wachsender Anhängerschar, teilte Janes Anhänger, von denen mehrere bald Versuche unternahmen, zu Maria überzulaufen.
Janes Armee war inzwischen bereit, gegen Maria ins Feld zu ziehen. Ursprünglich hätte Henry Grey als Vater der Königin das Heer führen sollen, doch da er mittlerweile krank geworden war, entsandte der Rat stattdessen Northumberland, der sich nicht zu Unrecht fragte, ob seine Abwesenheit seinen Sturz nach sich ziehen würde. Auch Guildfords Brüder schlossen sich der Armee an, unter ihnen Königin Elisabeths späterer Favorit, Robert Dudley.
Northumberland zog mit seinem Heer nach Norfolk. Aber das Heer löste sich auf. Viele Soldaten desertierten und liefen zu Maria über. Das Volk war nicht bereit, die Legitimität Marias anzuzweifeln. An den Küsten kam es zu Meutereien, als die Schiffsbesatzungen ihre Offiziere zwangen, sich Maria anzuschließen.

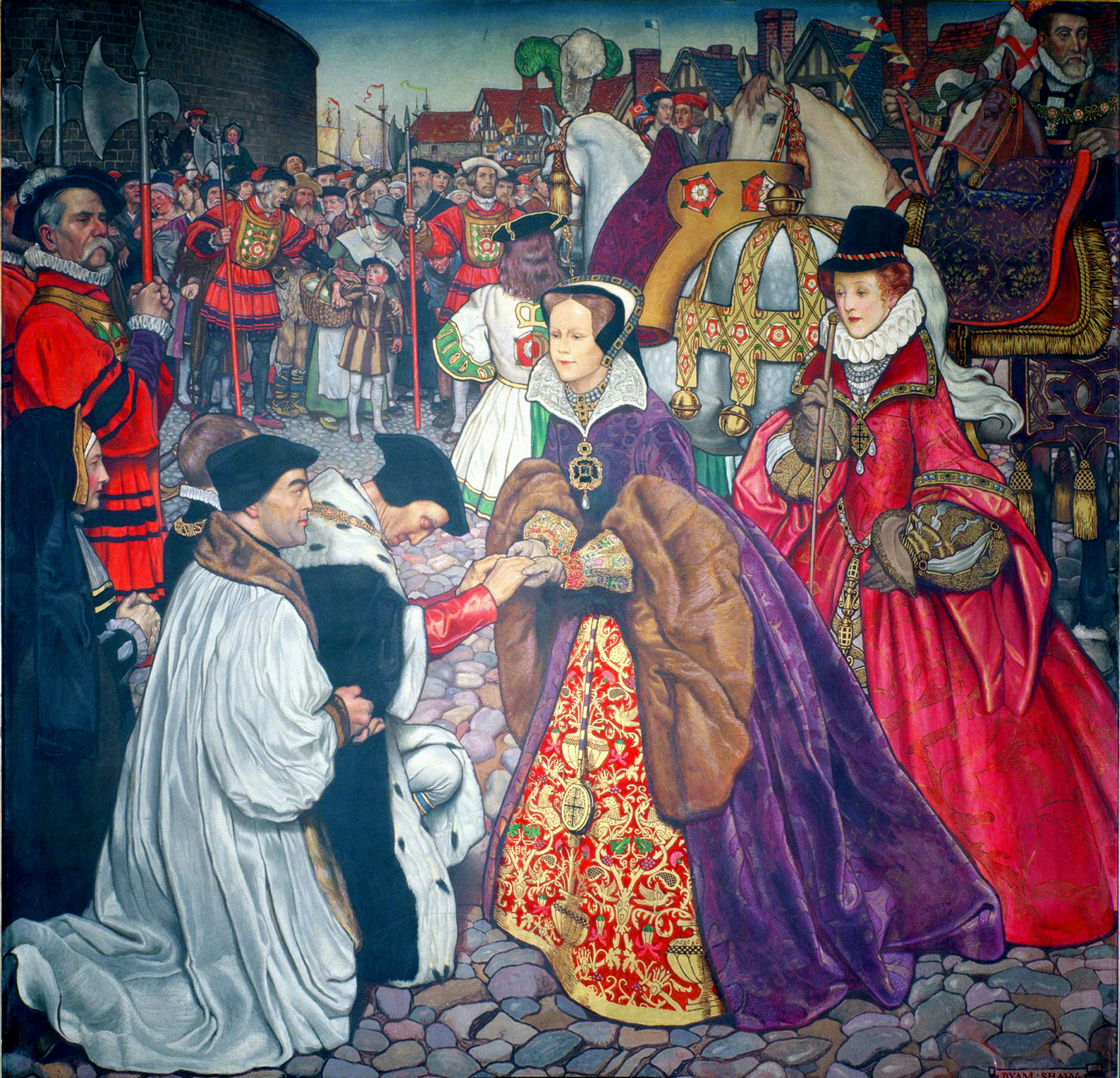
Maria I. und Prinzessin Elisabeth reiten in London ein

Jane versuchte nach wie vor mit Briefen, ihre Untertanen unter ihrem Banner zu halten. „Bleibt standhaft in eurem Gehorsam und eurer Pflicht gegenüber der kaiserlichen Krone dieses Reiches, die Wir rechtmäßig besitzen“, schrieb sie und fügte hinzu, dass jeder einzelne seine Loyalität ihr schuldete, „eurer höchsten Dame, die entschlossen ist, diese Krone von England vor Fremden und Papisten zu schützen“. Als auch Buckinghamshire zu den Rebellen überlief, erklärte Jane wütend, dass die Rebellen entweder bald an ihren „bösartigen Machenschaften“ scheitern würden oder „solche Strafe und Hinrichtung“ erhalten würden, wie es Verrätern zustand.
Dennoch zeichnete sich schnell ab, dass der Kampf mit Maria verloren war. Der Regentschaftsrat nutzte die Abwesenheit Dudleys zu dessen Sturz. Am 18. Juli 1553 wurde Dudley in Cambridge verhaftet. Am Morgen des 19. Juli erlebte Jane noch einen kurzen Moment der Normalität, als sie Taufpatin für den Sohn eines radikalen Protestanten namens Edward Underhill wurde. Als Patin hatte sie das Recht, den Namen des Kindes zu wählen, und sie benannte es nach ihrem Ehemann Guildford. Der Regentschaftsrat begann inzwischen, mit Maria die Machtübergabe zu verhandeln, und der Earl von Pembroke, Schwiegervater von Janes jüngerer Schwester Catherine, proklamierte Maria in Cheapside zur Königin.
Nur wenig später tauchten berittene Truppen am Tower auf, die Henry Grey zwangen, Marias Proklamation zur Königin auf dem Tower Hill vorzutragen. Wenig später erklärte er seiner Tochter, dass ihre Regierungszeit vorüber war. Janes Antwort war ruhig und gefasst. „Viele Menschen würden als weise betrachtet werden, könnte man ihre Schläue nicht anhand des Ergebnisses messen.“

### Sturz und Hinrichtung

#### Gefangene im Tower

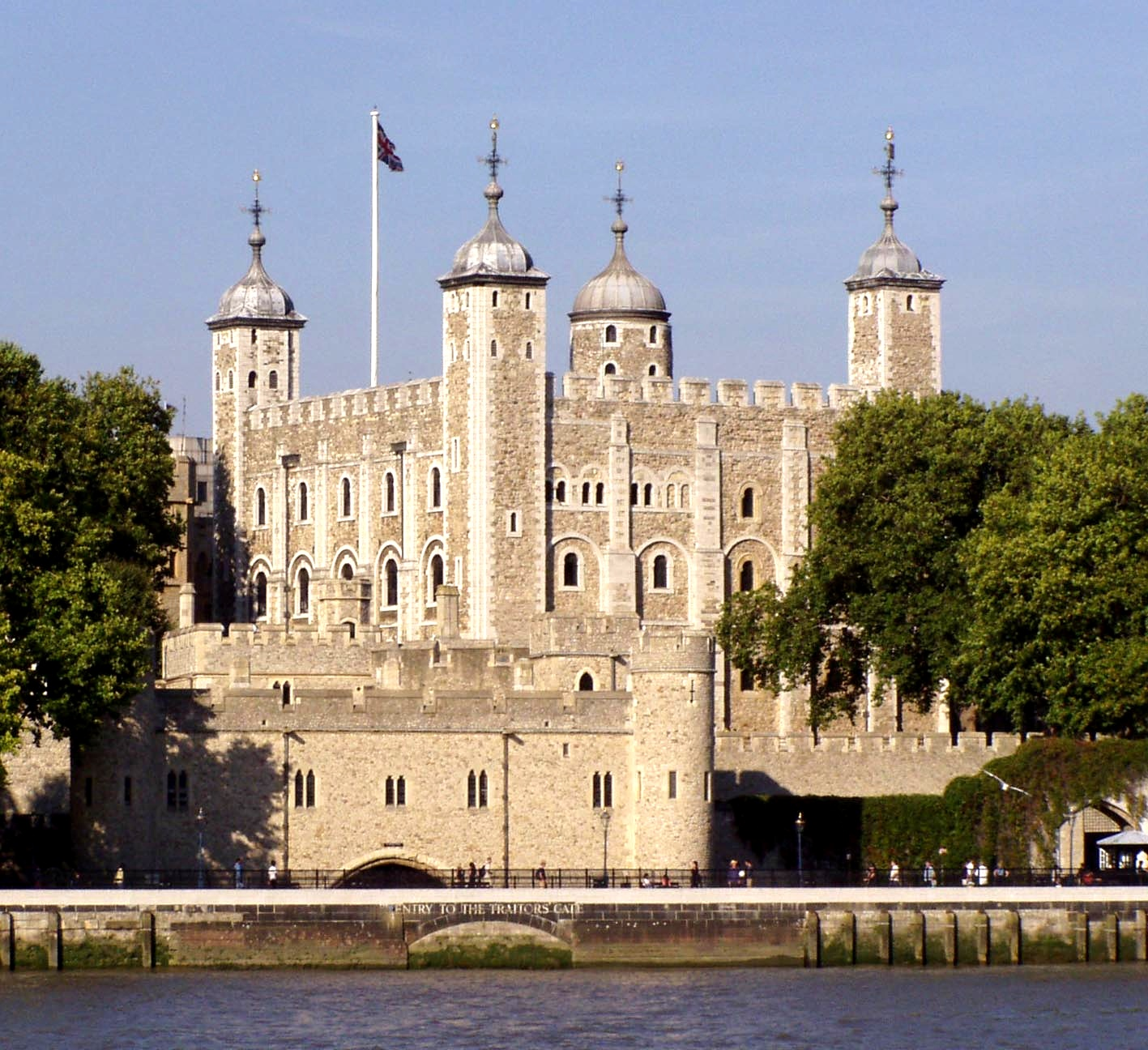
Der Tower of London, Jane Greys Gefängnis

Jane und ihr Mann wurden umgehend im Tower of London festgesetzt. Am 28. Juli wurde auch Henry Grey verhaftet. Frances Brandon, in dem verzweifelten Versuch, ihrer Familie zu helfen, ritt die Nacht hindurch nach Beaulieu, um dort Maria um Gnade zu bitten. Sie erzählte ihrer Cousine, dass Northumberland ihren Mann, der zurzeit schwer krank war, vergiftet hatte, um somit die Familie unter Druck zu setzen. Janes Lebensmittelvergiftung und ihre Verdächtigung der Dudleys unterstrich diese Geschichte. Maria verzieh Janes Vater und setzte ihn bereits am 31. Juli auf freien Fuß. Jane allerdings blieb im Tower. Anders als ihr Vater hatte sie den Titel des Monarchen angenommen und während ihrer kurzen Herrschaft Briefe, die Maria als Bastard deklarierten und zum Widerstand gegen sie aufriefen, mit „Jane the Quene“ unterzeichnet. Damit hatte sie schwarz auf weiß Hochverrat begangen. Dennoch wollte Maria sie nach ihrem Verfahren begnadigen.
Kurz nach ihrer Inhaftierung hatte Jane ihr einen Brief geschrieben, in dem sie erwähnte, dass sie die Krone widerwillig und in bestem Glauben angenommen hatte. Jane hoffte auf eine Begnadigung, die Maria durchaus bereit war zu gewähren. „Mein Gewissen erlaubt es mir nicht, sie zum Tode zu verurteilen“, erklärte sie den spanischen Botschaftern Renard und Scheyfve, die ihr dringend nahelegten, Jane als Hochverräterin hinrichten zu lassen. Maria gab sich redliche Mühe, sie zu beschwichtigen. So erzählte sie ihnen beispielsweise, dass Jane keine Gefahr für sie darstelle. Ihre Ehe mit Guildford Dudley sei nicht gültig, weil sie vorher bereits mit einem rangniedrigen Mitglied von Bischof Gardiners Haushalt verlobt gewesen sei. Die Botschafter waren jedoch nach wie vor nicht überzeugt. Am 21. August wurde Northumberland als Verräter hingerichtet. Vor seinem Tod trat er zum katholischen Glauben über, was Jane zunächst kaum glauben konnte.

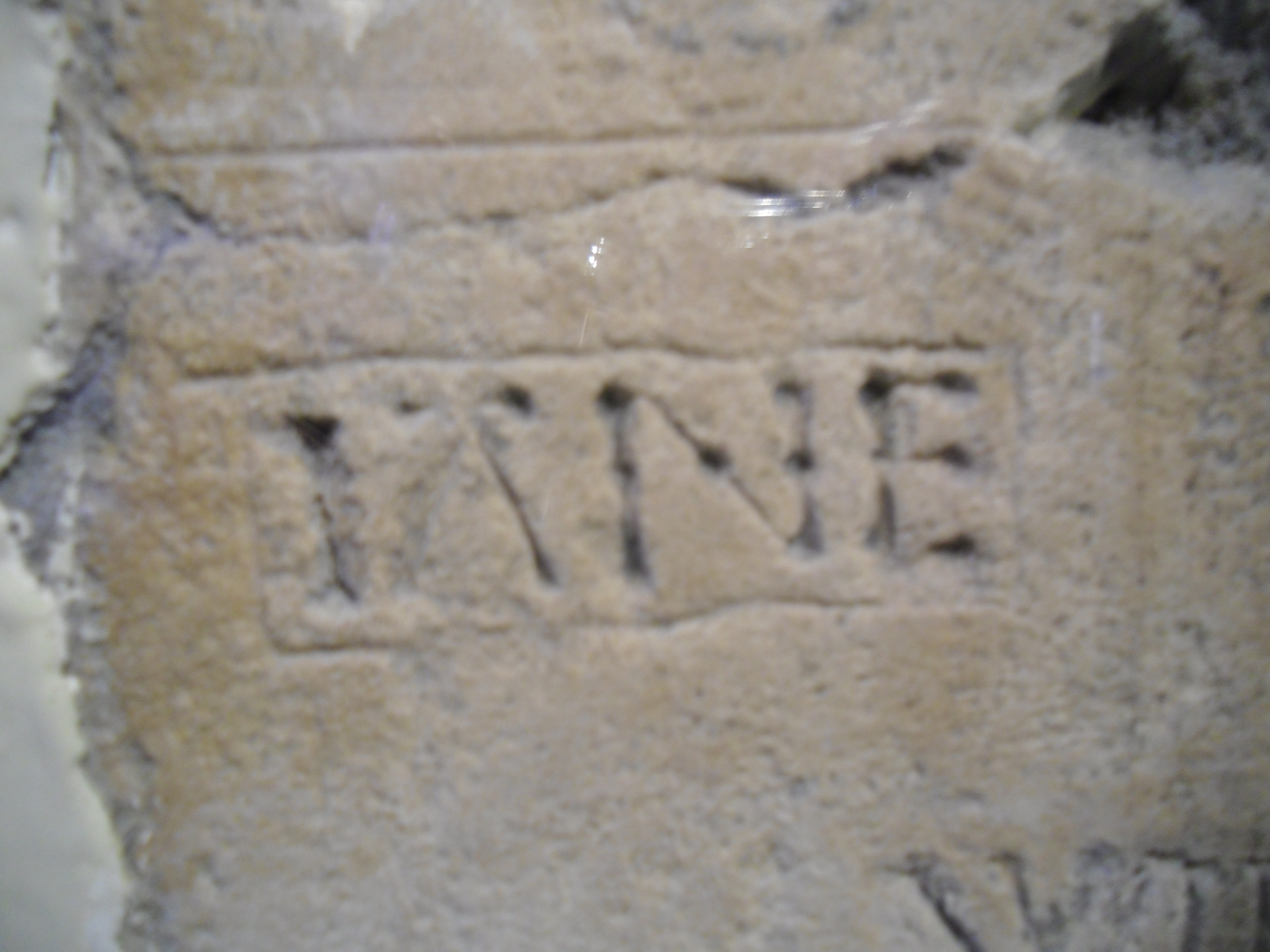
Janes Name im Beauchamp Tower, vermutlich eingeritzt von den Dudley-Brüdern

Bei einem gemeinsamen Abendessen mit Mr. Partridge und Mr. Rowland Lee im Tower stellte Jane Fragen, was in der Außenwelt geschah. Besonders wichtig war ihr die Frage nach der aktuellen Religion. „Lesen sie jetzt die Messe in London?“ fragte sie, was Lee bejahte. Jane war fassungslos, als sie von der Konversion ihres Schwiegervaters hörte. Ihre Gastgeber entgegneten, dass er möglicherweise auf eine Begnadigung gehofft hatte, was einen Sturm der Entrüstung bei Jane auslöste.

„Begnadigung? Wehe ihm! Er hat mich und meine Familie in größte Schwierigkeiten und ins Unglück gestürzt durch seinen maßlosen Ehrgeiz! Aber was erwartet ihr? Wie sein Leben schlecht und voller Heuchelei war, so war es auch sein Ende. Ich bete zu Gott, dass weder ich noch einer meiner Freunde so sterben. Sollte ich, die ich jung bin, meinem Glauben abschwören aus Liebe zum Leben? Niemals, Gott bewahre! Umso weniger sollte er es tun. Doch das Leben war süß; ihr mögt sagen, er hätte leben können, aber ihm war egal, wie.“

Am 14. November 1553 wurden Thomas Cranmer, Jane und Guildford nach Guildhall gebracht, wo ihnen der Prozess gemacht wurde. Jane war ganz in schwarz gekleidet, ein Zeichen der Buße. Pikanterweise trug sie aber zwei englische Gebetbücher bei sich, eins in den Händen, eins an ihrem Kleid. Sie ging reumütig zu ihrer Verhandlung, aber als bekennende Protestantin. Sowohl sie als auch ihr Mann wurden wegen Hochverrats verurteilt. Der höchste Richter der Jury war Sir Richard Morgan, der als bekennender Katholik unter Eduard im Gefängnis gesessen hatte. Es gibt keine erhaltenen Dokumente, die den Prozess beschreiben, lediglich Michelangelo Florio berichtete später, dass Jane das Urteil, als Verräterin verbrannt oder geköpft zu werden, gefasst aufnahm. Ihr Todesurteil wurde jedoch nicht vollzogen, da Maria ihre junge Verwandte nach wie vor begnadigen wollte.

#### Die letzten Tage

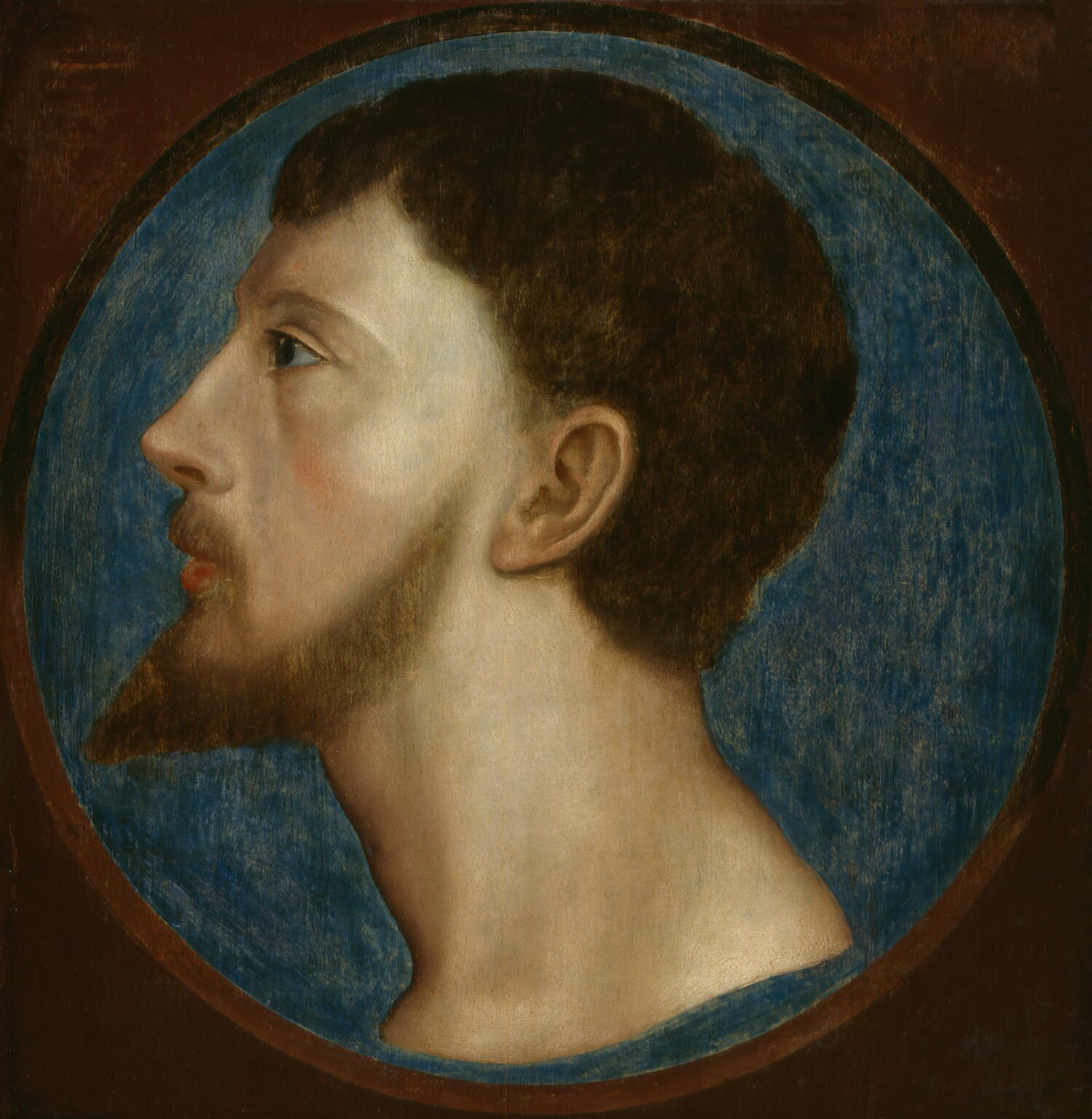
Thomas Wyatt der Jüngere

Die protestantische Rebellion von Sir Thomas Wyatt im Januar 1554 besiegelte Janes Schicksal, obwohl sie keinen Anteil daran hatte. Wyatts Rebellion begann als Aufstand gegen Marias Heirat mit dem katholischen Prinzen von Spanien Philipp. Der Plan war, Maria zu stürzen, Elisabeth auf den Thron zu setzen und Jane zu befreien. Janes Vater schloss sich der Rebellion an. Obwohl ihm diese Handlung oft als hartherzig und gleichgültig gegenüber seiner Tochter ausgelegt wurde, ist es sehr wahrscheinlich, dass er religiös motiviert war. Wenige Wochen zuvor hatte er versucht, die Wiedereinführung der Messe zu verhindern. Der Aufstand allerdings scheiterte, und erneut wurde Henry Grey verhaftet. Nun vereinten Bischof Gardiner und die spanischen Botschafter ihre Bemühungen, Maria von der Gefahr, die Jane für sie darstellte, zu überzeugen.
Jane war für Maria nun in der Tat zu einem machtpolitischen Risiko geworden. Trotz aller Fragwürdigkeiten bezüglich ihres Thronanspruches war sie immerhin eine protestantische Fürstin von königlicher Abstammung und durch den früh verstorbenen König Eduard VI. und dessen Parlament legitimiert. Wie Marias Halbschwester Elisabeth war sie zu einer Galionsfigur der protestantischen Widerstandsbewegung geworden. Schweren Herzens unterzeichnete die Königin das Todesurteil, das am 9. Februar vollstreckt werden sollte. Um ihre junge Verwandte zumindest vor ihrem Tod noch von ihrem „ketzerischen“ Glauben zu heilen, schickte Maria ihren Kaplan John Feckenham zu Jane in den Tower.
Die junge Frau zeigte allerdings wenig Interesse daran, zum Katholizismus zu konvertieren, wie es ihr Schwiegervater getan hatte. Dennoch bat Feckenham Maria um Aufschub des Todesurteils in der Hoffnung, noch etwas bewirken zu können. Daraufhin wurde die Hinrichtung auf den 12. Februar verschoben und Feckenham besuchte Jane erneut. Obwohl sie und Feckenham mehrere Stunden philosophierten und begannen, sich gegenseitig zu respektieren, konnten sie in religiösen Fragen nicht übereinkommen. Janes Abschiedsworte an ihn waren: „Ich bete, dass Gott in Seiner Gnade Euch Seinen Heiligen Geist schickt, denn Er gab Euch Sein großes Geschenk der Redegewandtheit, möge Er auch Eurem Herzen die Augen öffnen.“
In der Nacht vor ihrem Tod schrieb Jane ihre letzten Briefe an ihre Familie. Bereits nach der Verhaftung ihres Vaters hatten sie und Guildford ihm in einem Gebetbuch Abschiedsbotschaften zukommen lassen. Guildford hatte ihn in liebevollen Worten, in denen er sich als Greys Sohn bezeichnete, seiner ständigen Zuneigung versichert, und Jane hatte geschrieben:

„Möge Gott Euer Gnaden trösten in seinem eigenen Wort, in dem alle Kreaturen Trost finden. Und obwohl es Gott gefiel, Euch zwei eurer Kinder zu nehmen, bitte ich Euer Gnaden untertänigst, nicht zu glauben, dass Ihr sie verloren habt, sondern dass wir, indem wir unser sterbliches Leben verlieren, ein unsterbliches gewonnen haben.“

Ihrer Schwester Catherine Grey schickte Jane ebenfalls eine Nachricht in einer griechischen Version des Neuen Testamentes:

„Ich habe dir, gute Schwester Catherine, ein Buch geschickt, das zwar äußerlich nicht mit Gold geschmückt ist, doch in seinem Inneren kostbarer ist als Edelsteine. Es wird dich lehren zu leben, es wird dich lehren zu sterben. Vertraue nicht darauf, dass dein zartes Alter dein Leben verlängern wird, denn sobald es Gott gefällt, gehen die Jungen wie die Alten. Bemühe dich stets und lerne zu sterben. Entsage der Welt, trotze dem Teufel und verachte das Fleisch. Was meinen Tod betrifft, freue dich, wie ich es tue, denn ich bin überzeugt, dass ich für den Verlust eines sterblichen Lebens unsterbliche Glückseligkeit erlangen werde. Lebe wohl, liebe Schwester, vertraue einzig Gott, der allein dich aufrecht halten muss. Deine liebende Schwester Jane Dudley.“

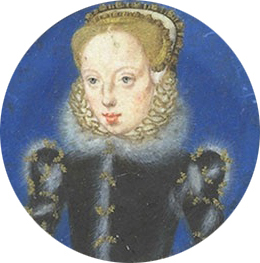
Catherine Grey

Laut dem päpstlichen Gesandten Commendone bat Guildford Jane um ein letztes Treffen, um sie „noch einmal umarmen und küssen zu dürfen“. Janes Antwort war freundlich, aber abschlägig. Sie ließ ihn wissen, dass sie ihn gern sehen würde, wenn es ihnen beiden ein Trost wäre. Da dieses Treffen allerdings sie beide lediglich unglücklich machen würde, wollte sie lieber warten, bis sie sich im Himmel wiedersahen, wo sie „verbunden durch untrennbare Bande leben“ würden.

#### Tod

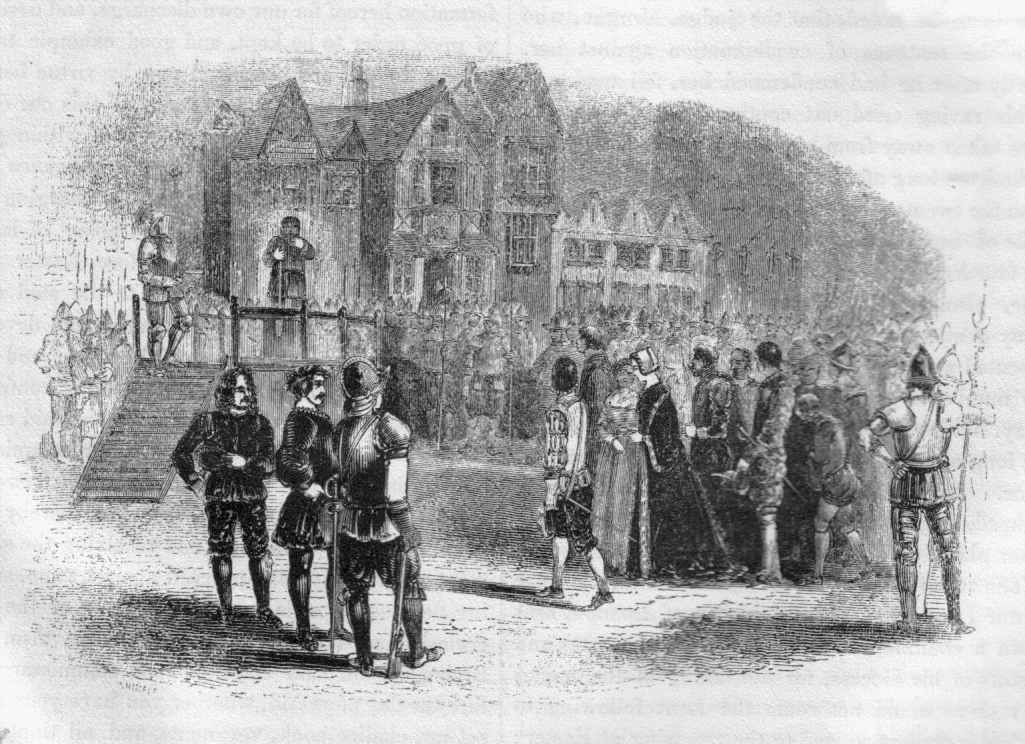
Jane Grey auf dem Weg zum Schafott, aus Foxes Buch der Märtyrer 1563

Am 12. Februar 1554 wurde Jane im Tower enthauptet. Als königliche Prinzessin erhielt sie im Gegensatz zu ihrem Mann und ihrem Vater, der wenige Tage später enthauptet wurde, eine private Hinrichtung innerhalb der Gefängnismauern, auf der Grünfläche Tower Green. Augenzeugen zufolge ging Jane sehr gefasst zum Schafott, obwohl ihr vorher noch der Karren mit der Leiche ihres Mannes Guildford begegnet war. John de Feckenham, der Jane nicht dazu bewegen konnte, zum katholischen Glauben überzutreten, soll sie zu ihrer Hinrichtung begleitet haben. Auf dem Gerüst des Schafotts hielt Jane eine letzte Rede. Damals war es üblich, als Verurteilte die eigene Schuld einzugestehen, dem Gesetz zu gehorchen und das eigene Schicksal als mahnendes Beispiel darzustellen. Völlig unmöglich war es, auf dem Schafott die eigene Unschuld zu beteuern und zu erklären, man wäre zu Unrecht verurteilt worden. Jane Grey allerdings fügte ihrer Rede einige Sätze hinzu, die deutlich von der normalen Abschiedsrede abwichen:

„Ihr guten Christenmenschen, ich bin hierher gekommen, um zu sterben, und nach dem Gesetz bin ich auch dazu verurteilt. Mein Handeln gegen ihre Hoheit die Königin war unrecht, auch dass ich ihm zustimmte. Doch was die Erlangung und das Begehren ihrer Macht betrifft, so wasche ich meine Hände in Unschuld vor Gott und auch vor euch guten Christenmenschen. Ich bitte euch alle, gute Christenmenschen, meine Zeugen zu sein, dass ich als treue christliche Frau sterbe und dass ich auf keine andere Erlösung hoffe als durch die Gnade Gottes in den Verdiensten seines einzigen Sohnes Jesus Christus. Und ich gestehe, obwohl ich das Wort Gottes kannte, vernachlässigte ich es, liebte stattdessen mich und die Welt, weshalb diese Heimsuchung und Strafe meiner Sünde recht geschieht. Dennoch danke ich Gott für die Güte, dass er mir auf diese Weise die Zeit und die Möglichkeit gegeben hat zu bereuen. Solange ich am Leben bin, bitte ich euch, mich mit euren Gebeten zu unterstützen.“

Anschließend kniete Jane nieder und betete den Psalm 51 Miserere mei Deus. Danach gab sie ihre Handschuhe und ihr Tuch ihrer Zofe und ihr Gebetbuch Thomas Bridges, dem Bruder des Gefängniswärters. Ihre Zofen halfen ihr dabei, ihr Kleid und ihre Haube abzulegen. Wie es üblich war, kniete der Scharfrichter vor ihr nieder und bat sie um Vergebung, die sie ihm „sehr gern“ gewährte. Im Gegenzug bat sie ihn: „Bereitet mir ein schnelles Ende.“ Während sie niederkniete, fragte sie ihn ängstlich, ob er ihr den Kopf abschlagen würde, bevor sie ihn auf den Block legte, was er verneinte. Jane verband sich die Augen mit ihrem Taschentuch, fand anschließend jedoch den Block nicht mehr. „Was soll ich tun? Wo ist er?“ fragte sie verstört, bis ein Zuschauer ihre Hand nahm und sie zum Block führte. Als sie ihren Kopf niederlegte, sprach sie ihre letzten Worte: „Herr, in deine Hände lege ich meinen Geist.“ (Psalm 31,6). Ihr Kopf wurde mit einem einzigen Hieb vom Körper getrennt.

## Fortleben
Jane und Guildford wurden in der Kirche von St. Peter ad Vincula an der Nordseite des Towers begraben. Ihr Vater erwartete bereits seine eigene Exekution. Ihre jüngeren Schwestern Catherine und Mary Grey wurden gemeinsam mit Frances Brandon an den Hof berufen, zum einen, um der Königin zu dienen, zum anderen, um sie im Auge behalten zu können. Nur wenig später regten sich allerdings die ersten Stimmen, die Jane zu einer protestantischen Märtyrerin machten. In Lincolnshire druckte John Day bereits ihre Briefe. Pikanterweise war die Druckpresse auf einem Grundstück William Cecils versteckt, eines guten Freundes Frances Brandons. Janes Briefe und ihre Rede auf dem Schafott wurden somit zum stärksten zeitgenössischen, literarischen Angriff auf Königin Marias Regierung. Selbst im Tod war Jane noch eine Anführerin und Ikone der protestantischen Bewegung.

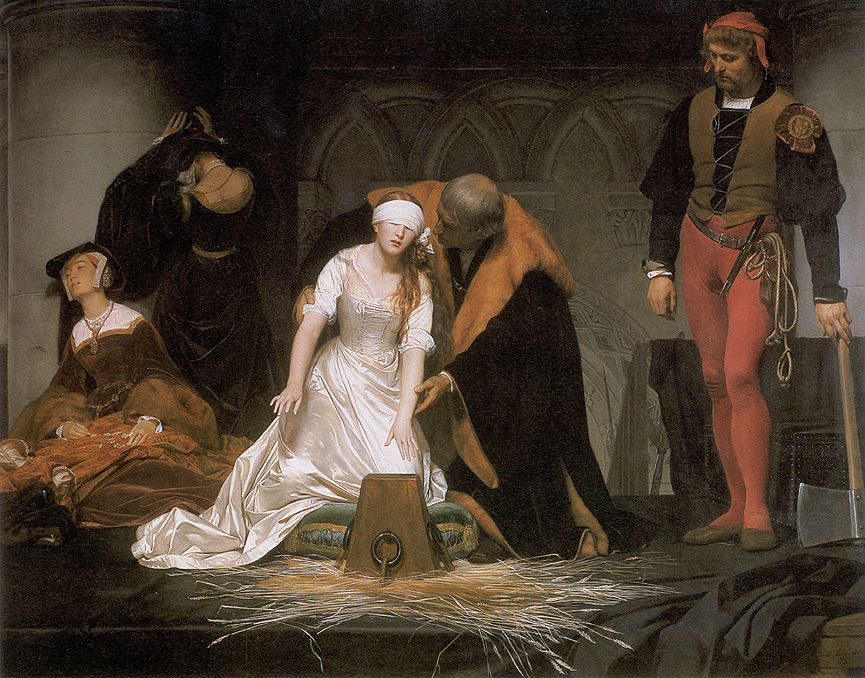
Die Hinrichtung der Lady Jane Grey von Paul Delaroche, 1833, National Gallery, London

Unter Königin Elisabeth wurde John Foxes Buch der Märtyrer veröffentlicht, in dem auch Jane Greys Tod beschrieben wurde. 1560 wurde eine Ballade über sie geschrieben, 1563 eine lateinische Elegie, die ihren Tod einzig Marias Grausamkeit und Henry Greys Machtgier zuschrieb. In dieser Elegie erschien auch zum ersten Mal die Behauptung, dass Jane zum Zeitpunkt ihrer Hinrichtung schwanger gewesen war, höchstwahrscheinlich, um Maria zu diskreditieren. Der englische Dramatiker Nicholas Rowe veröffentlichte 1715 die Tragödie Jane Grey.
Im 17. Jahrhundert wurde Janes Unschuld mehr und mehr mit Passivität gleichgesetzt. Janes rebellische Seite und ihre Courage wurden durch Demut und Naivität ersetzt. Theodor Fontane schrieb 1852 das Gedicht Johanna Grey. Im 19. Jahrhundert wurde zudem der Mythos von ihrer grausamen Mutter geboren, die sie misshandelte und quälte. Auch tauchten erstmals Geschichten über Guildfords Grobheit ihr gegenüber auf, was mitunter in Horrorgeschichten von häuslicher Gewalt mündete. Am Ende des 19. Jahrhunderts hatte sich die Umdeutung von Jane als hilfloser Kindfrau und Frances Brandon als herzloser Rabenmutter fest etabliert.

## Janes Porträt und die Spinola-Legende
Jane Grey gehört zu den populärsten Figuren der Tudorzeit, allerdings auch zu den schwer erfassbaren. Ein Grund dafür ist, dass es keine zeitgenössischen, eindeutig identifizierten Porträts von ihr gibt. Auch gibt es keine zeitgenössischen Beschreibungen von Jane. Als Grundlage, um ihre Porträts zu identifizieren, wird oft Baptista Spinola herangezogen, ein angeblicher Augenzeuge der Prozession Janes zum Tower:

„Sommersprossen […] ein kleines Gesicht und eine wohlgestaltete Nase, der Mund beweglich, die Lippen rot. Die Augenbrauen sind gewölbt und dunkler als ihr Haar, das beinahe rot ist […] Ihre Augen funkeln und sind von rötlich brauner Farbe.“

Obwohl sich unzählige Historiker auf diese Aussage berufen, um Janes Porträt zu identifizieren, existiert Spinola samt seiner Beschreibung laut Leanda de Lisle erst seit dem Jahr 1909 und entstammt der Feder eines Autors historischer Romane namens Richard Davey, der sich nach seiner literarischen Tätigkeit dem Schreiben von Biographien zuwandte. Zahlreiche Bilder, die jahrhundertelang für Jane gehalten wurden, sind mittlerweile anderweitig identifiziert worden, u. a. als Catherine Parr.
Im Jahr 2007 erregte der Historiker David Starkey einige Aufmerksamkeit, als er eine Miniatur aus dem 16. Jahrhundert als Jane Grey identifizierte, die wahrscheinlich von der Malerin Levina Teerlinc geschaffen wurde. Als Indizien dienten ihm laut eigener Angaben eine Brosche am Kleid der Frau und das Symbol der Landnelke (englisch: gillyflower), das auf ihren Ehemann Guildford hinwies. Das Alter der Frau schätzte er auf sechzehn bis achtzehn Jahre. „Es ist ungeheuer aufregend, weil sie so schwer zu erfassen ist. Ich glaube, wir haben endlich eine komplette Sammlung von Monarchen. Ich muss es einschränken, indem ich sage, dass ich mir zu 90 Prozent sicher bin, aber nicht hundertprozentig. Ich bin erfreut, aber es ist ein abgewandeltes Entzücken.“

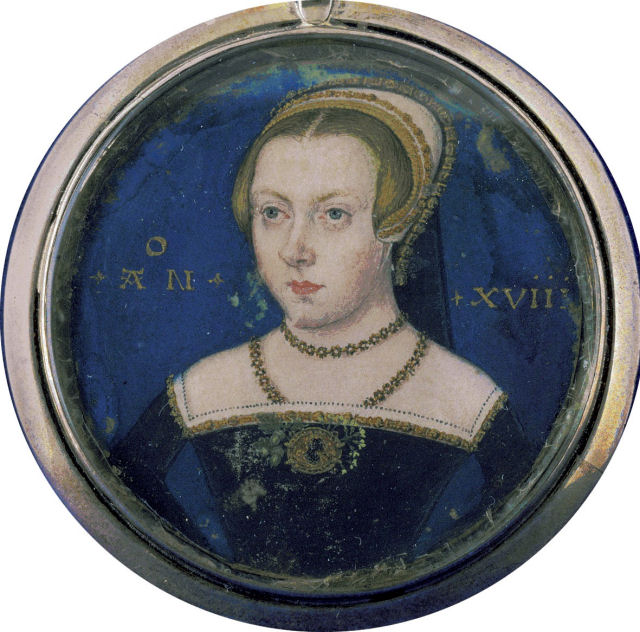
Die kontroverse Yale-Miniatur, möglicherweise Jane Grey

Allerdings gibt es auch Gegenstimmen zu seiner These. Zum einen wird nach wie vor gern Spinola zitiert und zum anderen, weil, wie beispielsweise J. Stephen Edwards anmerkt, die Beschreibung der Juwelen, auf die Starkey sich stützt, sehr vage sind. Außerdem sind die Pflanzen, die Starkey als Hinweis auf Guildford interpretiert, nicht ausschließlich Nelken, sondern auch Eicheln und Eichenblätter, die von Starkey mit Guildfords Bruder Robert Dudley assoziiert werden. Warum, so Edwards, sollte Jane das Wappen ihres Mannes und das seines Bruders führen? Laut Edwards sind die Zweige und die Blume außerdem so angeordnet, dass die Zweige die Blume aufspießen. Es könnte ein symbolischer Hinweis sein auf eine Ehe „zwischen einem Mann, dessen Wappen eine Eiche war, und einer Frau, deren Wappen eine Blume war. Diese Interpretation schließt eine Ehe zwischen Guildford und Jane aus.“
De Lisles Interpretation der Yale-Miniatur weist einen anderen Ansatz auf. Ihrer Meinung nach könnte das Bild, so es denn Jane Grey ist, in der Zeit entstanden sein, als Janes Schwester Catherine Grey wegen ihrer heimlichen Heirat mit Edward Seymour, 1. Earl of Hertford, im Tower inhaftiert war. Damals versuchte der protestantische Adel, u. a. William Cecil, Elisabeth umzustimmen, um Catherine wieder freizulassen und als ihre Erbin anzuerkennen. Unterstützung erhofften sie sich dabei von Robert Dudley, dem Favoriten der Königin und älterem Bruder Guildford Dudleys. In dieser Zeit wurden auffällig viele Parallelen zwischen Catherine und ihrer Schwester Jane gezogen, und die Verschwägerung der Greys und Dudleys wurde in Balladen hervorgehoben. Da zur gleichen Zeit eine Miniatur von Catherine Grey mit ihrem neugeborenen Sohn entstand, hält de Lisle es für möglich, dass die Verwendung von Roberts Eichenblättern und Guildfords Nelken auf der Yale-Miniatur ein weiterer Versuch war, Robert Dudley auf Catherine Greys Seite zu ziehen. Allerdings gibt es für keine der hier vorgestellten Theorien schlüssige Beweise. Janes wahres Aussehen ist somit nach wie vor ungeklärt.

## Rechtmäßige Königin oder Usurpatorin?
Bis in die heutige Zeit sind sich Forscher uneins, ob Janes Inthronisierung ein Putsch oder ihr gutes Recht war. In seinem Buch Lady Jane Grey: A Tudor Mystery bezeichnet der Historiker Eric Ives Jane als rechtmäßige Königin und ihre Rivalin Maria Tudor als verräterische Rebellin. Andererseits empfanden die Engländer der Tudorzeit Maria als rechtmäßige Thronerbin und Jane als Usurpatorin. Diese kontroversen Haltungen lassen sich durch mehrere Fakten erklären.
1. Marias Vater und Janes Großonkel Heinrich VIII. hatte in seinem Testament verfügt, dass nach seinem Sohn Eduard VI. und dessen Erben seine Töchter Maria und Elisabeth die Krone erben sollten. Problematisch an dieser Verfügung war die Tatsache, dass er seine Töchter zwar in die Thronfolge aufgenommen, sie aber nicht legitimiert hatte. Bastarde waren nach geltendem Recht von jeglicher Erbfolge ausgeschlossen, was den Anspruch seiner Töchter auf den Thron erschwerte und ihren Rivalinnen Jane Grey und Maria Stuart ein schlagkräftiges Argument gab.[59]
2. Dass ein König seinen Nachfolger auswählte, war ein Novum. Ursprünglich ging die Krone nach dem Tod eines Königs auf dessen Angehörige über, traditionellerweise zunächst in der männlichen, danach in der weiblichen Linie. Prinzipiell galt, dass die älteren Geschwister vor den jüngeren erbten. Geht man von der These aus, dass Maria und Elisabeth illegitim und somit nicht erbberechtigt waren, hätten nach Eduards Tod die Nachkommen von Heinrichs älterer Schwester Margaret Tudor, die schottischen Stuarts, rechtmäßig den englischen Thron geerbt. Erst nach ihnen hätten die Nachkommen seiner jüngeren Schwester Mary Tudor, u. a. die Greys, Anspruch auf den Thron gehabt.[59] Marias Befürworter konnten somit argumentieren, dass Jane nach geltendem Recht in jedem Fall den Thron usurpiert hatte. Margarets Nachkommen, u. a. Maria Stuart, waren allerdings außerhalb von England geboren worden, was nach englischem Recht ihren Anspruch erschwerte. Hinzu kam, dass bei der Eheschließung Margaret Tudors mit dem schottischen König Jakob IV. sämtliche Nachkommen dieser Verbindung per Ehevertrag aus der englischen Thronfolge ausgeschlossen waren. Somit war die einzige potentielle Erbin Margaret Tudors ihre englischgeborene Tochter Margaret Douglas aus einer zweiten Ehe, die allerdings aufgrund der Scheidung ihrer Eltern von Kindheit an unter dem Verdacht der Illegitimität stand. Für ihre Befürworter stellte Jane neben zwei illegitimen Königstöchtern, einer ausländischen Königin und einer illegitimen Königsnichte die logische Alternative dar.
3. Wenn Heinrichs Wille rechtskräftig war und es ihm legitim zustand, seinen Erben selbst zu wählen, musste man seinem Sohn Eduard das gleiche Recht zugestehen.[60] Auf dem Sterbebett benannte Eduard Jane Grey als seine Nachfolgerin. Was den letzten Willen des jungen Königs allerdings anfechtbar macht, war die Tatsache, dass er noch nicht volljährig war und somit kein rechtskräftiges Testament aufsetzen konnte. Laut damaligem Recht galt, solange Eduard minderjährig war, Heinrichs Testament, ein Argument, das auch von Maria selbst benutzt wurde, als die protestantischen Adligen ihr unter Eduards Herrschaft die Ausübung der Messe verbieten wollten. Eduards Minderjährigkeit ist somit das stärkste Argument der Fürsprecher Marias.

Laut Jane Greys Biografen Eric Ives war somit in erster Linie das von Heinrich hervorgerufene Durcheinander der Nachfolge für die Abweichung von der alten Primogenitur und somit auch für die Inthronisierung Jane Greys verantwortlich.

## Darstellung in Buch und Film (Auswahl)

### Romane
- Karleen Bradford: The Nine Days Queen, Scholastic Canada Ltd., 1986, ISBN 0-590-71617-4
- Ann Rinaldi: Nine Days a Queen – The short Life and Reign of Lady Jane Grey, Harper Trophy NY, 2005, ISBN 0-06-054925-4
- Rebecca Michele: Königin für neun Tage, Ullstein, 2006, ISBN 978-3-548-26341-0
- Alison Weir: Innocent Traitor – Lady Jane Grey, Random House UK, 2007, ISBN 978-0-09-949379-2
- Pauline Francis: Rabenlady, Franckh-Kosmos Verlag, Stuttgart, 2009, ISBN 978-3-440-11898-6
- Philippa Gregory: Um Reich und Krone – Das Erbe der Tudors 2 (Originaltitel: The last Tudor), Erscheinungsdatum 25. September 2018 im Rowohlt Taschenbuchverlag, ISBN 978-3-499-27460-2

### Theaterstücke
- 16.–17. Jahrhundert: Lady Jane von John Webster und Thomas Dekker
- 17. Jahrhundert: Innocent Usurper Or: The Death of Lady Jane Grey von John Banks
- 1715: Lady Jane Grey: A Tragedy in Five Acts von Nicholas Rowe
- 1758: Lady Johanna Gray oder Der Triumph der Religion von Christoph Martin Wieland
- 2011: Jane The Quene von Heiko Dietz mit Nina Steils
- 2017: Königin Jane Grey von Nico Schauffert

### Verfilmungen
- 1923: Lady Jane Grey; Or, The Court of Intrigue mit Nina Vanna (Stummfilm)
- 1936: Nine Days a Queen (Tudor Rose) mit Nova Pilbeam
- 1986: Lady Jane – Königin für neun Tage mit Helena Bonham Carter
- 2024: My Lady Jane mit Emily Bader[61]